# Ornatoleberis botanybayensis
Ornatoleberis botanybayensis is een mosselkreeftjessoort uit de familie van de Xestoleberididae.